# Sydney Buxton
Sydney Charles Buxton, 1º Conte Buxton (Londra, 25 ottobre 1853 – Newtimber, 15 ottobre 1934), è stato un politico britannico, membro del Partito Liberale tra la fine del XIX e l'inizio del XX secolo.
Figlio di Charles Buxton e nipote di Thomas Fowell Buxton, dopo gli studi al Clifton College ed al Trinity College, si mise in luce nel mondo politico nel 1880 grazie alla pubblicazione del suo Handbook to the Political Questions of the Day, che ebbe 11 edizioni. In quello stesso anno si candidò per la prima volta al Parlamento, ma fu sconfitto. Riuscì ad entrarvi tre anni dopo, vincendo un'elezione suppletiva nel collegio di Peterborough.
Non fu confermato alle successive elezioni del 1885, ma ancora una volta fu eletto in una consultazione suppletiva, a Poplar, seggio che continuò poi a mantenere fino al 1914.
Il suo primo incarico governativo fu quello da sottosegretario alle colonie (1892-1895), nei governi sotto la guida di William Ewart Gladstone e Archibald Primrose.
Col ritorno al governo dei liberali dieci anni più tardi, Buxton fu nominato dal neo Primo Ministro Henry Campbell-Bannerman Postmaster General (figura di Ministro abolita nel 1969, sostituita da quella di Ministro per le Poste e Telecomunicazioni, che a sua volta è stato poi assorbita da quella di Segretario di Stato alla Cultura, alle Comunicazioni e allo Sport), entrando dunque nel Gabinetto del Regno Unito.
Nel gabinetto di Herbert Henry Asquith fu dapprima confermato nel suo ruolo, poi chiamato - nel 1910 - a ricoprire quello di President of the Board of Trade, assimilabile al Ministro per l'industria e il commercio. In questo suo ruolo, a seguito dell'affondamento del Titanic nel 1912, chiese  al Lord Cancelliere Lord Loreburn la creazione di una commissione d'inchiesta.
Nel 1914 fu nominato Governatore generale dell'Unione Sudafricana, e nel maggio dello stesso anno Visconte Buxton di Newtimber.
Allo scoppio della prima guerra mondiale si trovò a gestire - assieme al primo ministro Louis Botha - la rivolta boera e l'invasione dell'Africa Tedesca del Sud-Ovest.
Nel 1920 si ritirò, e fu elevato al rango di Conte. Continuò ad occuparsi di Sud Africa anche una volta tornato in patria, nel suo ruolo di presidente dell'Africa Society. Massone, fu membro della Gran Loggia unita d'Inghilterra.